# Lý thuyết nhóm tổ hợp
Trong toán học, lý thuyết nhóm tổ hợp nghiên cứu các nhóm tự do, và khái niệm của biểu diễn của nhóm bằng các phần tử sinh và các quan hệ. Nó được sử dụng trong tô pô hình học, nhóm nền tảng của phức đơn có biểu diễn tập hợp tự nhiên.
Một chủ đề rất gần gũi là lý thuyết nhóm hình học mà ngày nay thường bao trùm cả lý thuyết nhóm tổ hợp, sử dụng các kỹ thuật bên ngoài tổ hợp.
Đồng thời nó cũng chứa nhiều bài toán chưa giải được bằng thuật toán, nổi bật trong số đó là bài toán từ cho nhóm và bài toán Burnside.

## Lịch sử
Xem (Chandler & Magnus 1982) để tìm hiểu rõ chi tiết lịch sử của lý thuyết nhóm tổ hợp.
Dạng ban đầu bắt nguồn từ vi tích phân icosian năm 1856 của William Rowan Hamilton, khi đó ông đang nghiên cứu nhóm đối xứng hai mươi mặt qua đồ thị cạnh của khối hai mươi mặt.
Nền tảng của lý thuyết nhóm tổ hợp được phát triển bởi Walther von Dyck, học trò của Felix Klein, trong đầu những năm 1880, ông là người đầu tiên nghiên cứu một cách hệ thống các nhóm bằng các phần tử sinh và quan hệ của nó.